# Khalil Mack
Pour les articles homonymes, voir Mack.
(en) Statistiques sur pro-football-reference
Khalil Delshon Mack, né le 22 février 1991 à Fort Pierce en Floride, est un sportif professionnel américain de football américain jouant aux postes de linebacker et de defensive end au sein de la National Football League (NFL) depuis la saison 2014.
Au niveau universitaire, il a joué pour les Bulls de l'Université d'État de New York à Buffalo pendant quatre saisons au sein de la NCAA Division I FBS (2010-2013) avant d'être sélectionné lors du premier tour de la draft 2014 par la franchise des Raiders d'Oakland. Après quatre saisons, il rejoint les Bears de Chicago (2018–2021) et les Chargers de Los Angeles dès la saison 2022.

## Biographie

### Carrière universitaire
Il étudie à l'université d'État de New York à Buffalo où il joue au football américain pour les Bulls de Buffalo au sein de la NCAA Division I FBS de 2010 à 2013.
Il y établit le record de plaquages pour perte (75 tackles for loss) en carrière de la FBS à égalité avec Jason Babin (en) ( Western Michigan, 2000–2003). Sélectionné à trois reprises (2011-2013) dans la première équipe de la Mid-American Conference (MAC) et dans la première équipe All-American 2013, il remporte le Jack Lambert Trophy (en) et est désigné meilleur joueur défensif de la MAC en 2013.

### Carrière professionnelle
Khalil Mack est sélectionné en 5e choix global lors du premier tour de la draft 2014 par la franchise des Raiders d'Oakland. Il devient le premier joueur des Bulls de Buffalo à être sélectionné lors d'un premier tour de draft. Il décide d'abandonner le no 46 pour le no 52.

#### Raiders d'Oakland (2014-2017)

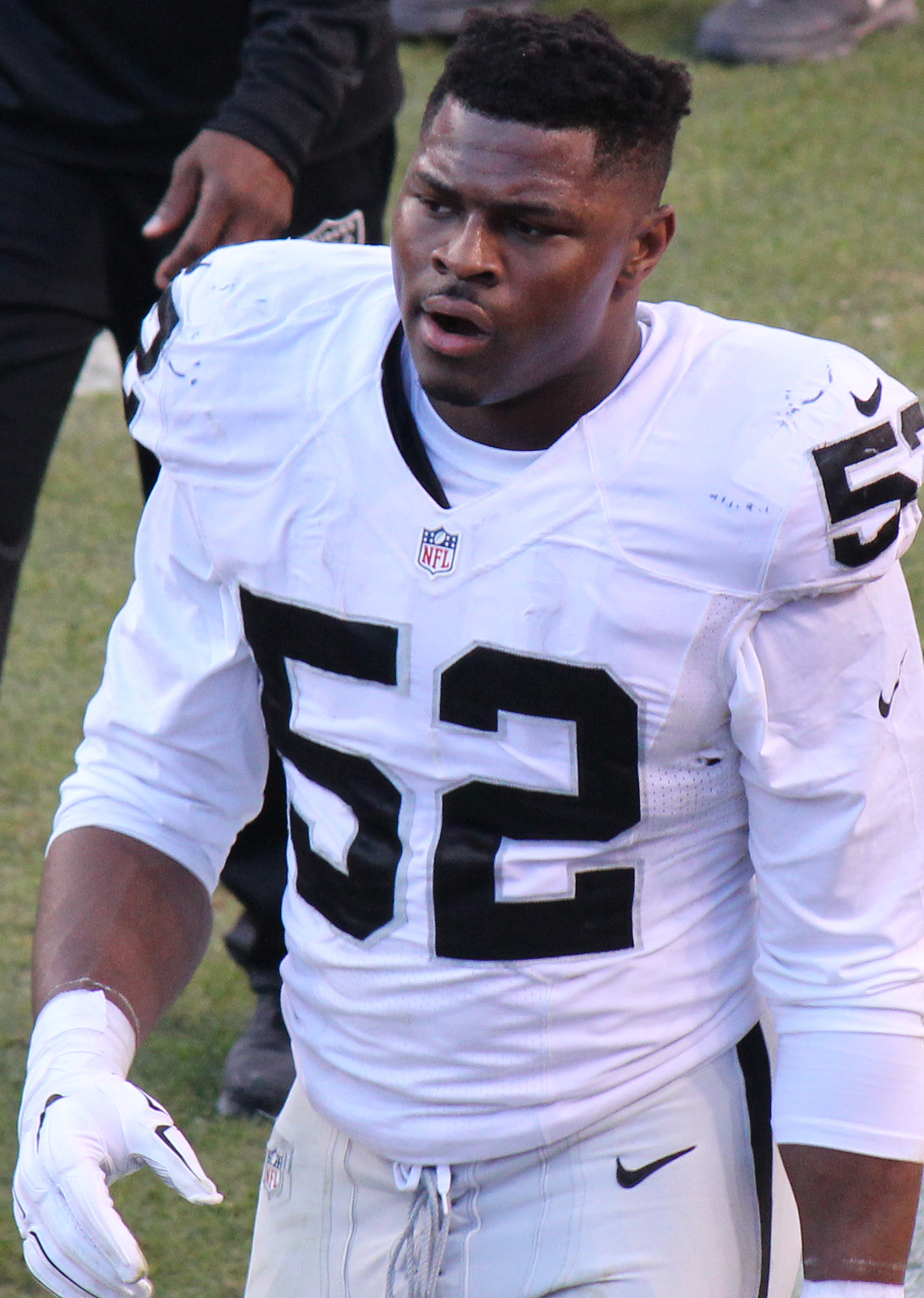
Khalil Mack en 2015.

Il réalise son premier sack le 16 novembre 2014 contre les Chargers de San Diego.
En 2014, il participe à tous les matchs de la saison régulière. En 16 matchs, il cumule 59 plaquages et 4 sacks. Il est sélectionné dans l'équipe-type des recrues (2014 NFL All-Rookie Team) comme étant un des meilleurs linebackers débutants de la saison.
Khalil Mack réalise une saison 2015 solide où il égale par exemple le record de la franchise d'Oakland pour le nombre de sacks dans un match (5, égalant donc Howie Long).
Avec une récolte de 5 sacks et 6 plaquages contre les Broncos de Denver le 13 décembre 2015, il est nommé le meilleur joueur en défensive dans la AFC de la 14e semaine de la saison régulière.
Également defensive end, Mack est également devenu le premier joueur dans l'histoire de la NFL à faire partie de l'équipe All-Pro (AP) à deux positions différentes la même année.
Après un début de saison difficile avec seulement un sack en cinq rencontres, Khalil Mack réalise un milieu de saison 2016 tonitruant en dominant les attaquants adverses. Entre la mi-octobre et la mi-décembre, il réalise 10 sacks, 13 autres coups sur les quarterbacks adverses, force trois fumbles et en recouvre trois en seulement huit matchs. Il retourne également une interception pour un touchdown contre le quarterback des Panthers de la Caroline Cam Newton. Portés par ses performances, les Raiders d'Oakland sont dans la course à la phase finale pour la première fois en dix ans. En fin de saison, il remporte la récompense de joueur défensif de l'année d'une voix devant Von Miller,. Il est classé par ses pairs 5e du Top 100 des joueurs NFL en 2017 (en). Il remporte également le Butkus Award.

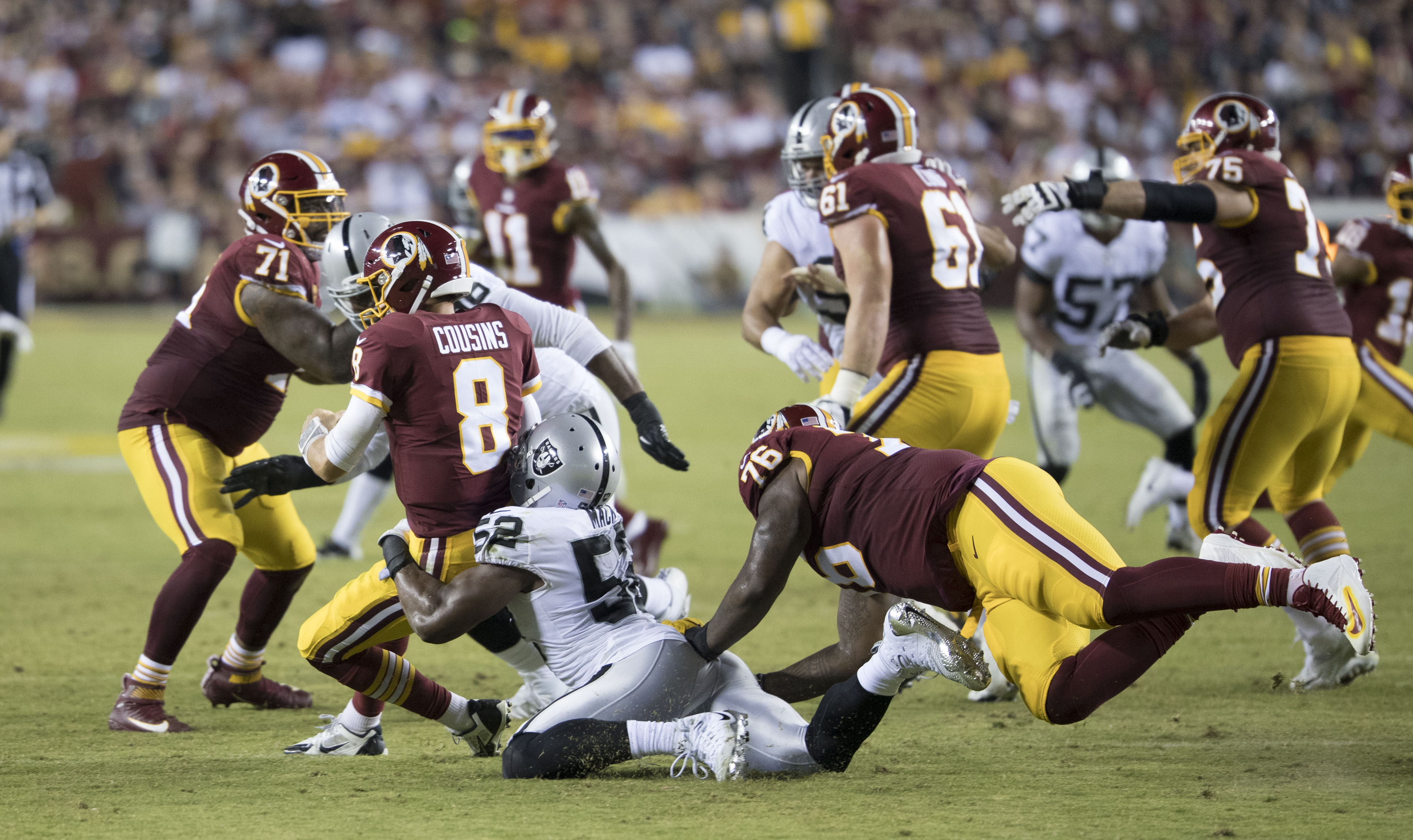
Khalil Mack réalisant un sack sur le quarterback Kirk Cousins des Redskins de Washington.

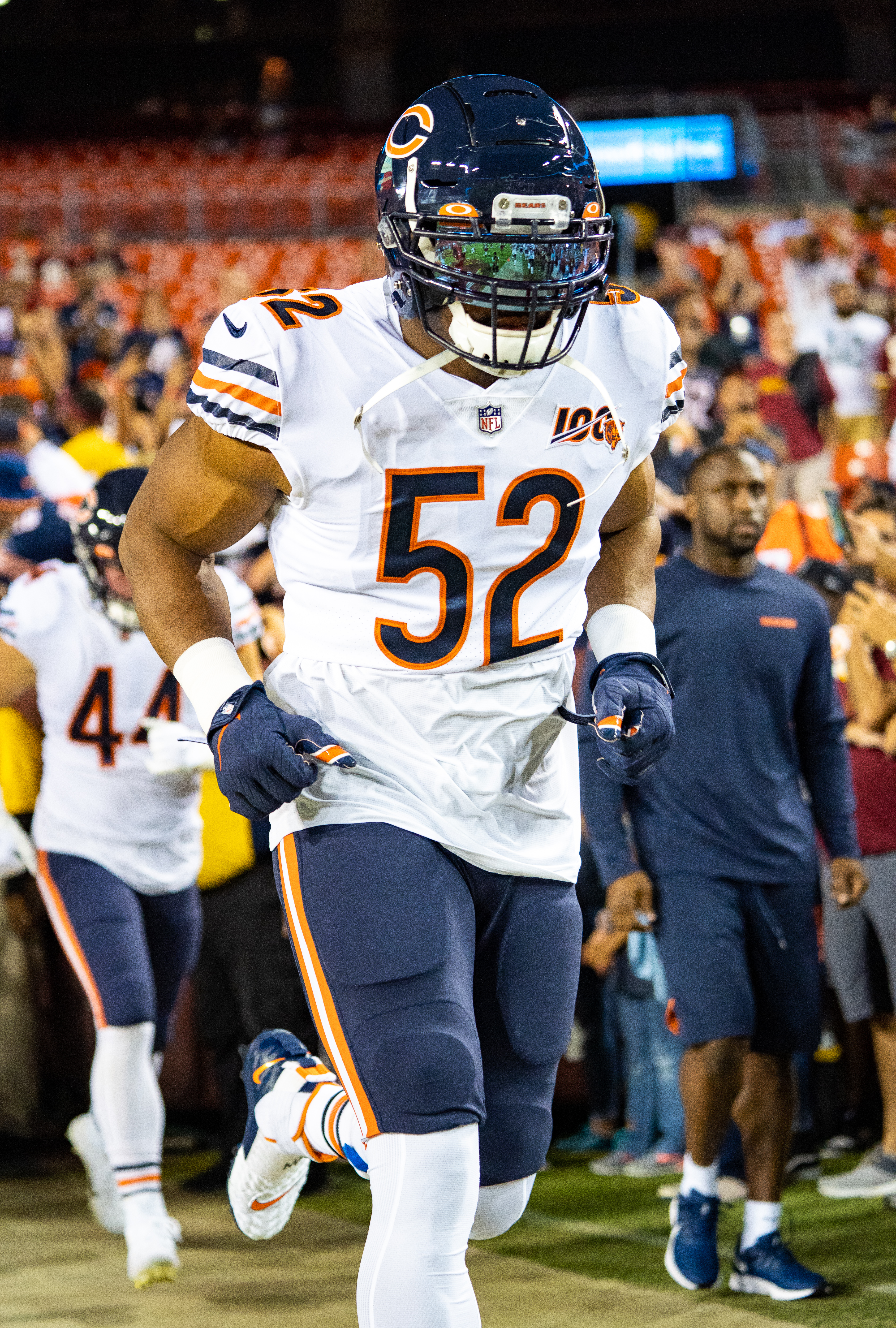
Khalil en 2019 lors du match contre les Redskins.

Le 20 avril 2017, les Raiders activent l'option de 5e année du contrat de Mack Khalil. Lors de la 3e semaine contre les  Redskins de Washington, Mack établit le record de sack sur un match de sa franchise (9).
Le 19 décembre 2017, Mack est sélectionné pour son troisième Pro Bowl consécutif. Il termine sa saison avec un bilan de 78 tacles dont 61 en solo, 10½ plaquages (sack), un fumble forcé, un fumble recouvert et trois passes défendues lors de ses seize matchs comme titulaire. Il est classé 16e par ses pairs du Top 100 des joueurs NFL en 2018 (en).

#### Bears de Chicago (2018-2021)
Après un bras de fer avec les Raiders d'Oakland autour de la négociation d'un nouveau contrat, lors duquel Mack manque tous les matchs de préparation à la saison 2018, le joueur défensif vedette est envoyé aux Bears de Chicago en échange de plusieurs choix de draft, dont les choix de premiers tours de 2019 (Josh Jacobs) et 2020 (Damon Arnette). Dans la foulée de ce transfert majeur, le joueur paraphe un lucratif contrat record de six saisons avec les Bears d'une valeur totale de 141 millions de dollars, dont 90 millions garantis et 60 millions payés à la signature du contrat. Payé plus cher que le quarterback de la franchise des Raiders Derek Carr, Mack devient le joueur défensif le mieux payé de l'histoire de la NFL.

##### Saison 2018
Le 9 septembre 2018, lors de son premier match pour les Bears joué à l'occasion du Sunday Night Football (en) contre les Packers de Green Bay, il devient le premier joueur depuis la saison 1982 à réussir un sack, un fumble forcé, un fumble recouvert, une interception et un touchdown en une mi-temps.
Trois semaines plus tard, il devient le premier joueur à réussir au moins un sack et un fumble forcé lors de quatre matchs consécutifs depuis l'outside linebacker Robert Mathis en 2005. Il devient également le premier joueur à forcer des fumbles lors des quatre premiers matchs de la saison depuis le defensive end des jaguars, Tony Brackens, en 1999.
Le 4 octobre, il est désigné meilleur joueur défensif NFC du mois de septembre avec 17 plaquages, cinq sacks, quatre fumbles forcés, deux passes déviées, un fumble recouvert et une interception retournée en touchdown, premier joueur des Bears à gagner cet honneur depuis le cornerback Charles Tillman en octobre 2012. 
Khalil se blesse à la cheville lors de la sixième semaine et manque pour la première fois de sa carrière professionnelle les deux matchs suivants,. Avec 12½ sacks effectué sur la saison, Khalil Mack réalise la meilleure statistique des Bears depuis Richard Dent en 1993,. Qualifié pour la phase finale, Khalil totalise six tacles lors de la défaite 15 à 16 en match de wild card contre les Eagles de Philadelphie. Il est ensuite sélectionné pour dusputer son quatrième Pro Bowl et est sélectionné pour la troisième fois dans l'équipe All Pro. Il ne pourra disputer le pro Bowl 2019 à la suite d'une blessure. En juin 2019, il se voit décerner pour la seconde fois le Butkus Award.

##### Saison 2019
Mack termine la saison avec un bilan de 47 plaquages dont 40 en solo, 8 ½ sacks, cinq fumbles forcés, un fumble recouvert et quatre passes déviées au cours de ses 16 matchs comme titulaire. Le 17 décembre 2019, il est sélectionné comme titulaire pour le Pro Bowl 2020.

##### Saison 2020
Le 21 décembre 2020, Khalil est sélectionné pour son sixième Pro Bowl consécutif. À cet instant de la saison il affichait un bilan de huit sacks, trois fumbles forcés, deux fumbles recouverts et une interception. Lors de la défaite 9 à 21 lors du match de wild card joué en déplacement contre les Saints de La Nouvelle-Orléans, il effectue deux plaquages et dévie une passe.

##### Saison 2021
Le 19 septembre 2021, Mack effectue son premier sack de la saison sur Joe Burrow lors de la victoire 20 à 17 contre les Bengals de Cincinnati. La semaine suivante lors de la défaite 6 à 26 contre les Browns de Cleveland, il enregistre deux sacks et deux plaquages. Le 10 octobre, Mack enregistre sept plaquages et un sack (victoire 20 à 9 contre son ancienne équipe des Raiders). Après les sept premiers matchs, il se blesse au pied et doit se faire opérer ce qui met fin à sa saison. Il la termine avec un bilan de 19 plaquages et six sacks.

#### Chargers de Los Angeles (depuis 2022)
Khalil est échangé le 16 mars 2022 aux Chargers de Los Angeles contre un choix de deuxième tour lors de la draft 2022 (Jaquan Brisker (en)) et un choix de sixième tour lors de la draft 2023. Il retrouve l'entraîneur principal de l'équipe Brandon Staley (en) lequel était entraîneur des linebackers extérieurs durant sa première saison avec les Bears.
Lors de ses débuts avec les Chargers contre son ancienne équipe des Raiders, Mack enregistre trois sacks et force un fumble. En 9e semaine, Mack totalise  deux plaquages, force un fumble et en recouvre un autre lors d'une victoire de 20 à 17 contre les Falcons d'Atlanta.
Au cours de la 4e semaine de la saison 2023 contre les Raiders, Mack réalise le record de sa franchise avec six sacks sur un match, soit un de moins que le record de la NFL détenu par Derrick Thomas. Mack est ainsi désigné meilleur joueur défensif de la semaine en AFC pour cette performance. Il est aussi désigné meilleur joueur défensif de l'AFC du mois de novembre. Lors du match du 31 décembre contre Denver, il enregistre son 100e sack en carrière, devenant ainsi le 19e joueur (depuis que les sacks ont été officiellement enregistrés en 1982) à atteindre ce record au cours de ses dix premières saisons.
Il termine la saison 2023 avec 17 sacks, 74 plaquages, 10 passes défendues et 5 fumbles forcés. Il est classé par ses pairs 29e meilleur joueur de la NFL au terme de la saison.
En 2024, Mack totalise six sacks, 39 plaquages, neuf passes défendues, deux fumbles forcés et un fumble recouvert et est sélectionné pour le Pro Bowl Games 2025.
Le 13 mars 2025, Mack signe une extension de contrat d'un an pour un montant de 16 millions de dollars.

## Statistiques
| Légende | Légende                                   |
| ------- | ----------------------------------------- |
|         | Meilleur joueur défensif NFL de la saison |
| *       | Bowl inclus                               |

### En NCAA
| Année       | Équipe           | Statut      | MJ |       | Plaquages | Plaquages | Plaquages | Plaquages |       | Interceptions | Interceptions | Interceptions | Interceptions |  | Fumbles | Fumbles |
| Année       | Équipe           | Statut      | MJ | Total | Seul      | Ast.      | Sacks     | Nb.       | Yards | Déf.          | TD            | Nb.           | Rec.          |  |         |         |
| 2010        | Bulls de Buffalo | Fr.         | 12 | 068   | 40        | 28        | 04,5      | 0         | 0     | 10            | 0             | 2             | 0             |  |         |         |
| 2011        | Bulls de Buffalo | So.         | 12 | 065   | 38        | 27        | 05,5      | 1         | 023   | 02            | 0             | 5             | 0             |  |         |         |
| 2012*       | Bulls de Buffalo | Jr.         | 11 | 094   | 52        | 42        | 08,0      | 0         | 0     | 02            | 0             | 4             | 0             |  |         |         |
| 2013        | Bulls de Buffalo | Sr.         | 13 | 100   | 56        | 44        | 10,5      | 3         | 125   | 07            | 2             | 5             | 3             |  |         |         |
| Totaux NCAA | Totaux NCAA      | Totaux NCAA | 48 | 327   | 186       | 141       | 75,0      | 4         | 148   | 12            | 21            | 16            | 3             |  |         |         |

### En NFL
| Année      | Équipe                  | MJ  |                | Plaquages      | Plaquages      | Plaquages      | Plaquages      |                | Interceptions  | Interceptions  | Interceptions | Interceptions |  | Fumbles | Fumbles |
| Année      | Équipe                  | MJ  | Total          | Seul           | Ast.           | Sacks          | Nb.            | Yards          | Déf.           | TD             | Nb.           | Rec.          |  |         |         |
| 2014       | Raiders d'Oakland       | 16  | 76             | 59             | 17             | 04,0           | 0              | 0              | 03             | 0              | 1             | 0             |  |         |         |
| 2015       | Raiders d'Oakland       | 16  | 77             | 57             | 20             | 15,0           | 0              | 0              | 02             | 0              | 2             | 0             |  |         |         |
| 2016       | Raiders d'Oakland       | 16  | 73             | 54             | 19             | 11,0           | 1              | 06             | 03             | 1              | 5             | 3             |  |         |         |
| 2017       | Raiders d'Oakland       | 16  | 78             | 61             | 17             | 10,5           | 0              | 0              | 03             | 0              | 1             | 1             |  |         |         |
| 2018       | Bears de Chicago        | 14  | 47             | 37             | 10             | 12,5           | 1              | 27             | 04             | 1              | 6             | 2             |  |         |         |
| 2019       | Bears de Chicago        | 16  | 47             | 40             | 07             | 08,5           | 0              | 0              | 04             | 0              | 5             | 1             |  |         |         |
| 2020       | Bears de Chicago        | 16  | 50             | 29             | 21             | 09,0           | 1              | 33             | 03             | 0              | 3             | 2             |  |         |         |
| 2021       | Bears de Chicago        | 07  | 19             | 15             | 04             | 06,0           | 0              | 0              | 0              | 0              | 0             | 1             |  |         |         |
| 2022       | Chargers de Los Angeles | 17  | 50             | 33             | 17             | 00,8           | 0              | 0              | 02             | 0              | 2             | 2             |  |         |         |
| 2023       | Chargers de Los Angeles | 17  | 74             | 57             | 17             | 17,0           | 0              | 0              | 10             | 0              | 5             | 0             |  |         |         |
| 2024       | Chargers de Los Angeles | 16  | 39             | 20             | 19             | 06,0           | 0              | 0              | 09             | 0              | 2             | 1             |  |         |         |
| 2025       | Chargers de Los Angeles | ?   | Saison à venir | Saison à venir | Saison à venir | Saison à venir | Saison à venir | Saison à venir | Saison à venir | Saison à venir | ?             | ?             |  |         |         |
| Totaux NFL | Totaux NFL              | 167 | 630            | 462            | 168            | 107,5          | 3              | 66             | 43             | 2              | 32            | 13            |  |         |         |

| Année      | Équipe                  | MJ |       | Plaquages | Plaquages | Plaquages | Plaquages |       | Interceptions | Interceptions | Interceptions | Interceptions |  | Fumbles | Fumbles |
| Année      | Équipe                  | MJ | Total | Seul      | Ast.      | Sacks     | Nb.       | Yards | Déf.          | TD            | Nb.           | Rec.          |  |         |         |
| 2016       | Raiders d'Oakland       | 1  | 11    | 8         | 3         | 0,0       | 0         | 0     | 0             | 0             | 0             | 0             |  |         |         |
| 2018       | Bears de Chicago        | 1  | 06    | 5         | 1         | 0,0       | 0         | 0     | 0             | 0             | 0             | 0             |  |         |         |
| 2020       | Bears de Chicago        | 1  | 02    | 1         | 1         | 0,0       | 0         | 0     | 1             | 0             | 0             | 0             |  |         |         |
| 2022       | Chargers de Los Angeles | 1  | 03    | 1         | 2         | 1,0       | 0         | 0     | 0             | 0             | 0             | 0             |  |         |         |
| 2024       | Chargers de Los Angeles | 1  | 06    | 4         | 2         | 2,0       | 0         | 0     | 0             | 0             | 0             | 0             |  |         |         |
| Totaux NFL | Totaux NFL              | 4  | 28    | 19        | 9         | 3,0       | 0         | 0     | 1             | 0             | 0             | 0             |  |         |         |

## Identité visuelle

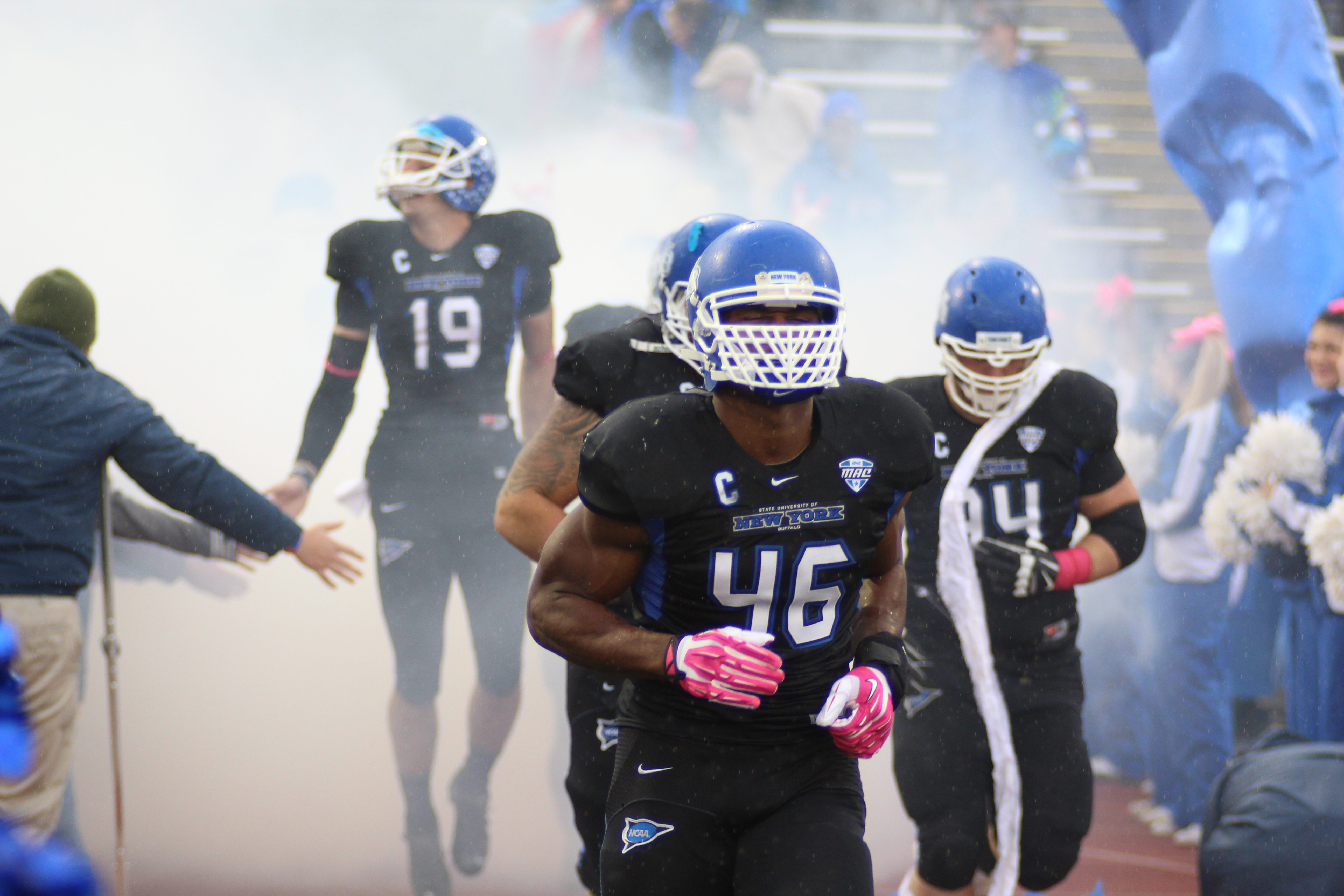
À Buffalo en 2013 (no 46).
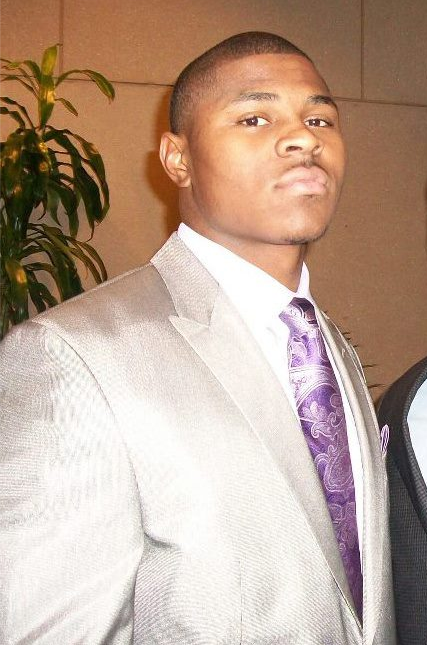
En 2013
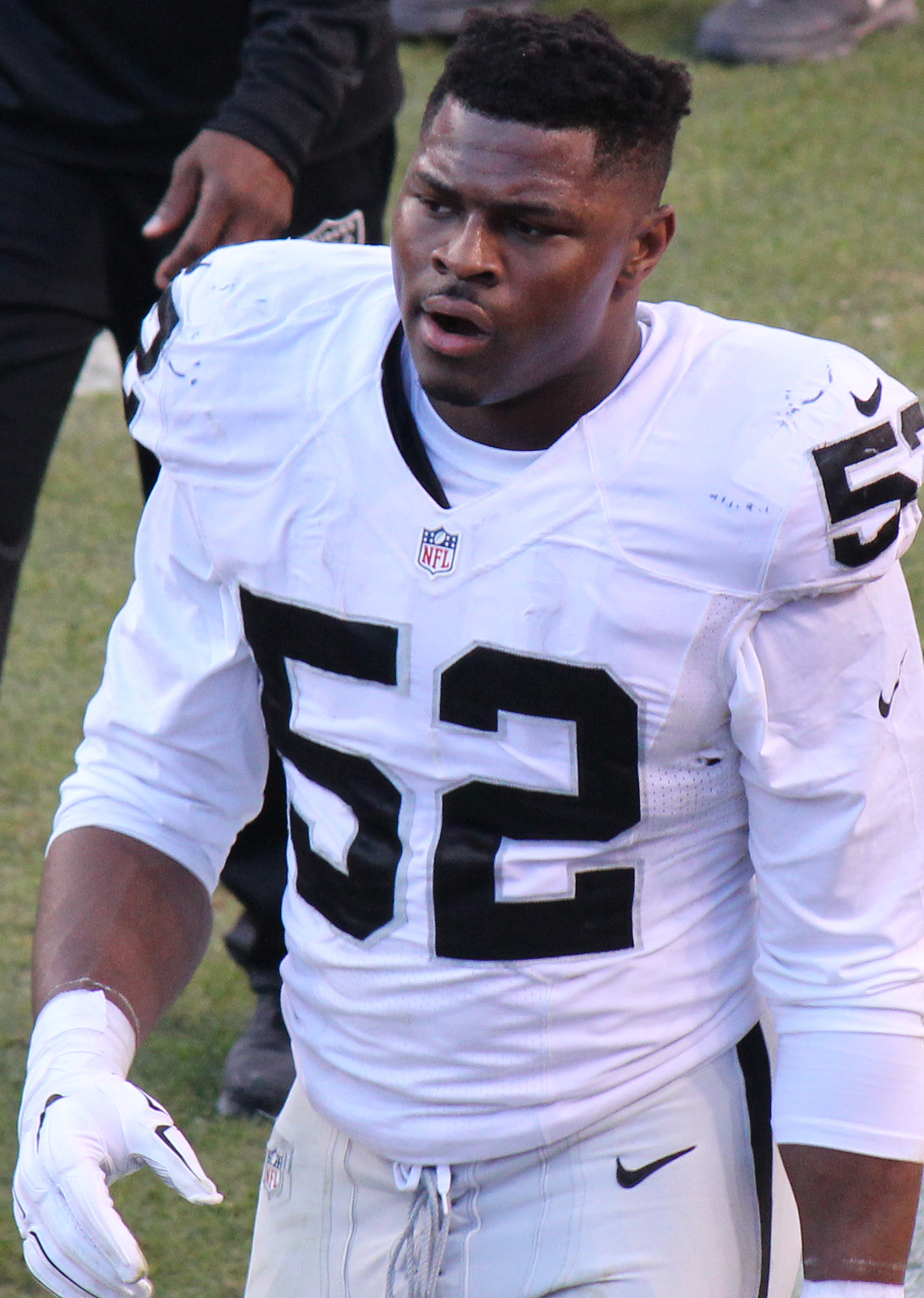
En 2015 chez les Raiders.
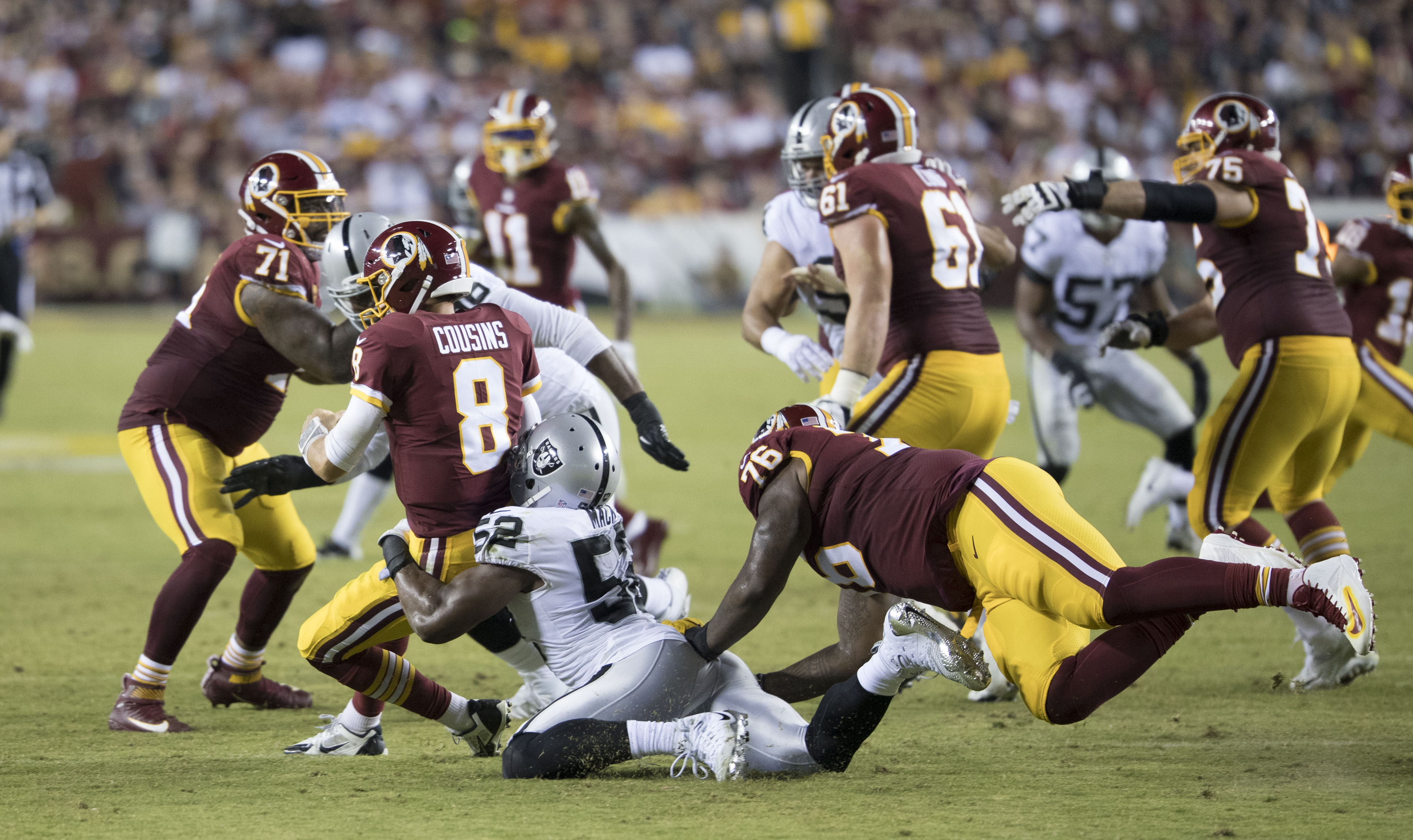
Sack de Khalil Mack sur Kirk Cousins en 2017.
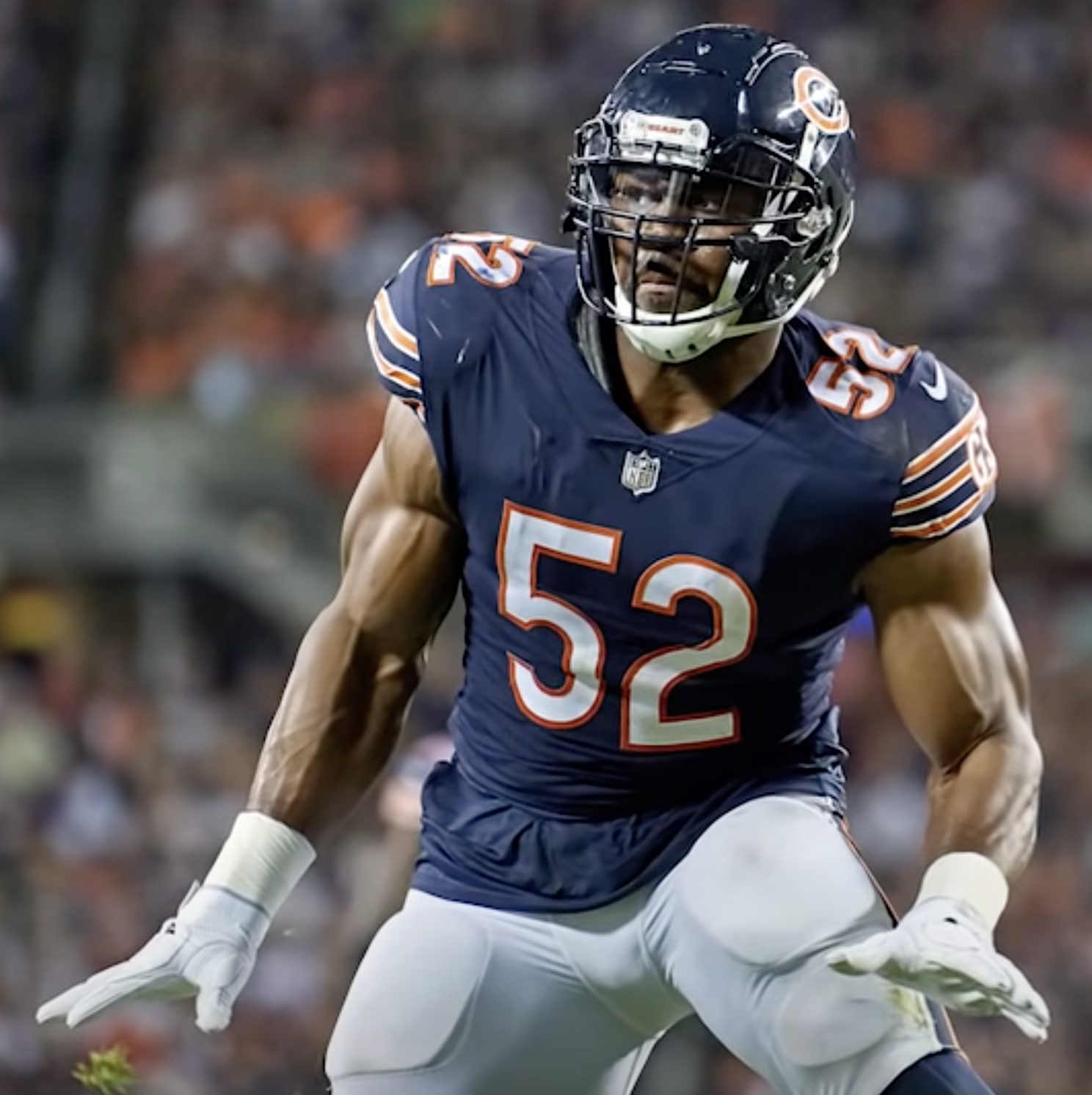
Avec les Bears en 2018.
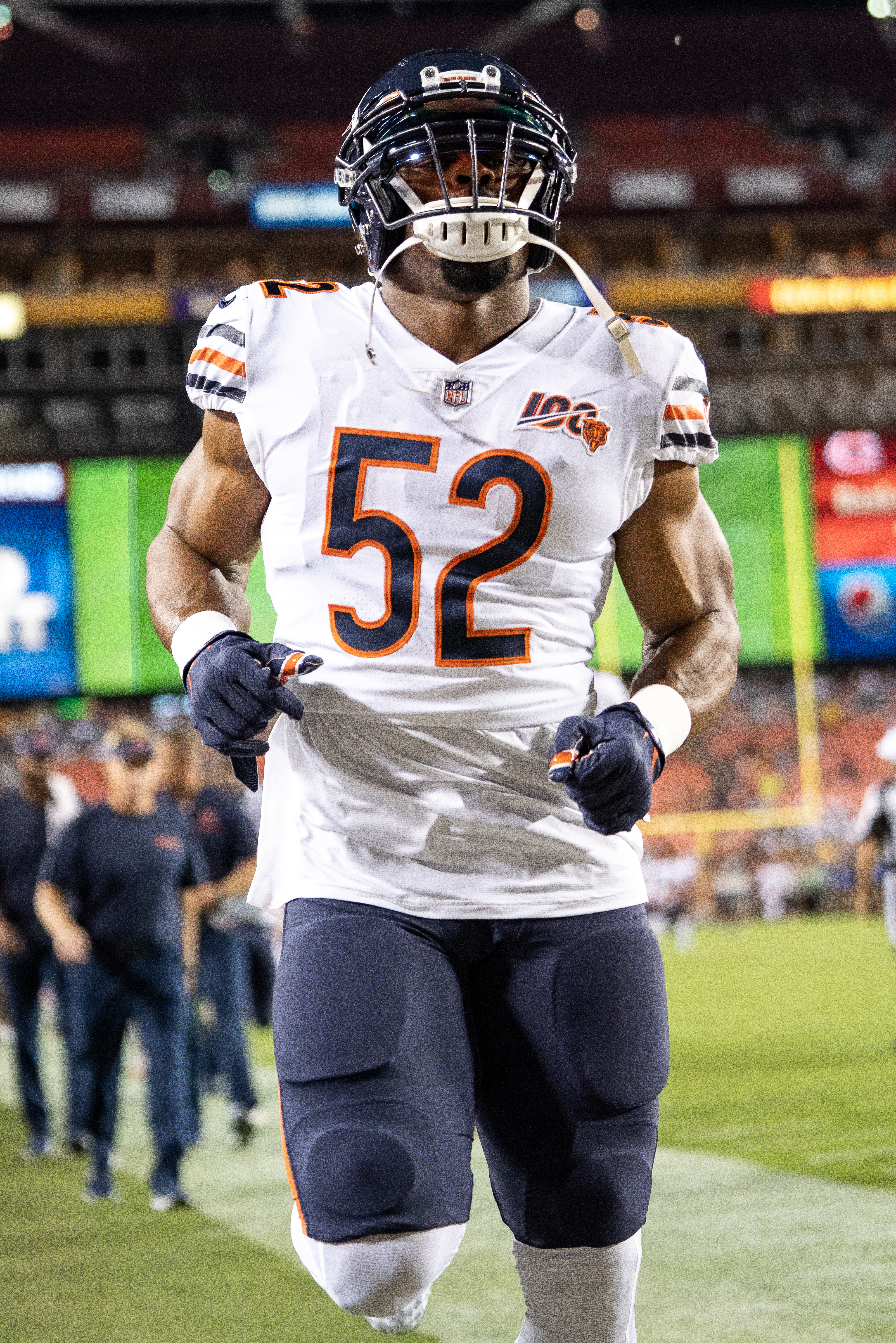
Avec les Bears en 2019.
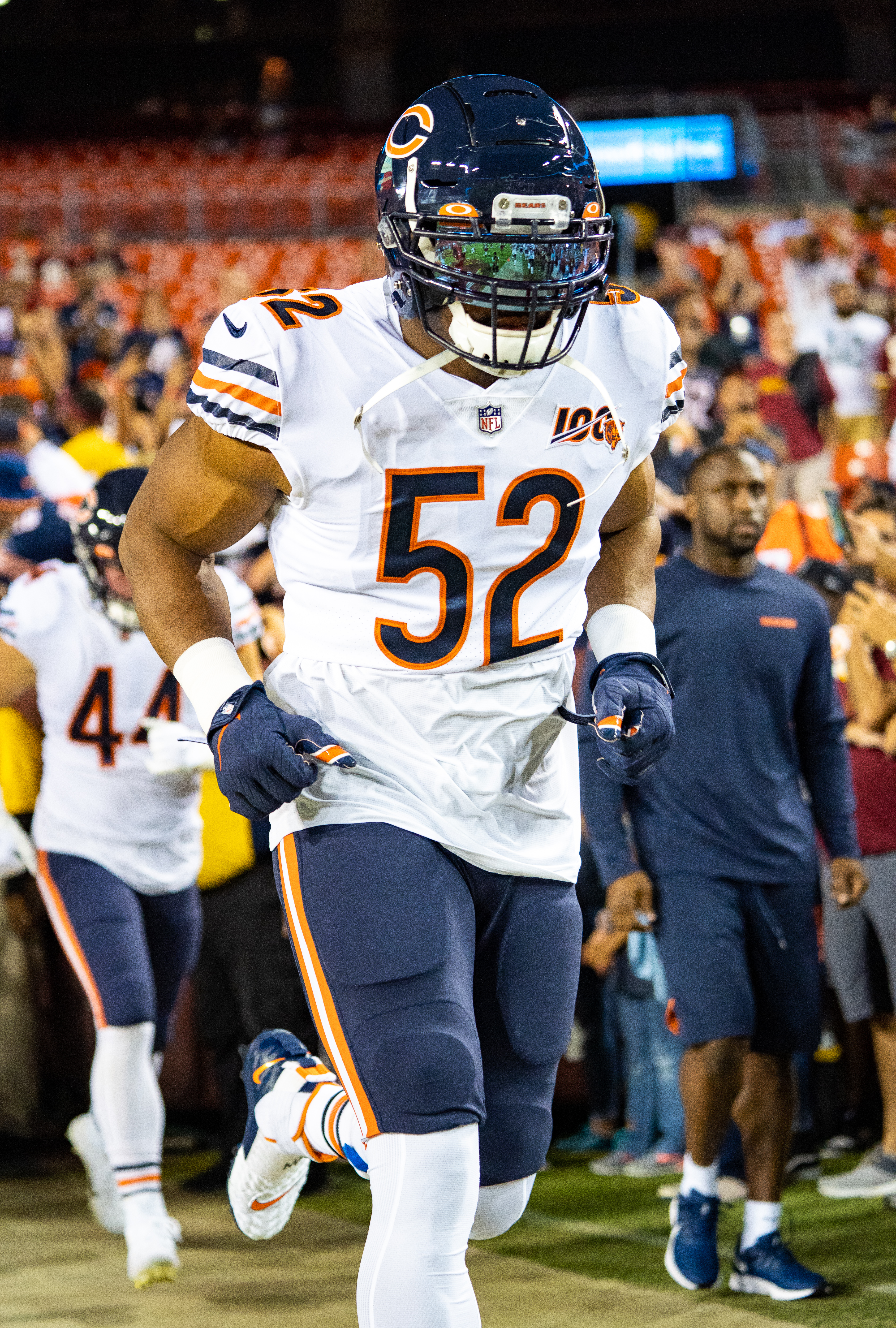
En 2019.